# Шилин (Брестская область)
Шилин (бел. Шылін) — деревня в Берёзовском районе Брестской области Белоруссии. Входит в состав Здитовского сельсовета.

## География
Деревня находится в центральной части Брестской области, на правом берегу реки Ясельды, при автодороге Н-86, на расстоянии приблизительно 8 километров (по прямой) к юго-юго-востоку от города Берёза, административного центра района. Абсолютная высота — 145 метров над уровнем моря. Площадь населённого пункта — 1,3151 км².

## История
По состоянию на 1905 год, в Шилине проживало 460 человек. В административном отношении деревня входила в состав Березской волости Пружанского уезда Гродненской губернии.
Согласно Рижскому мирному договору (1921), деревня вошла в состав межвоенной Польши. Входила в состав гмины Берёза Картузская Пружанского повета Полесского воеводства Польши. В 1921 году числилось 438 жителей, проживавших в 89 домах. В этническом составе населения того периода поляки составляли 100 %. В конфессиональном составе населения преобладали православные христиане (98 %).
С 1939 года в БССР.

## Население
По данным переписи 2019 года, в деревне проживало 116 человека.
| Год  | Население, человек |
| ---- | ------------------ |
| 1905 | 460                |
| 1921 | ↘ 438              |
| 2009 | ↘ 202              |
| 2019 | ↘ 116              |